# 엘피디아 칼리로

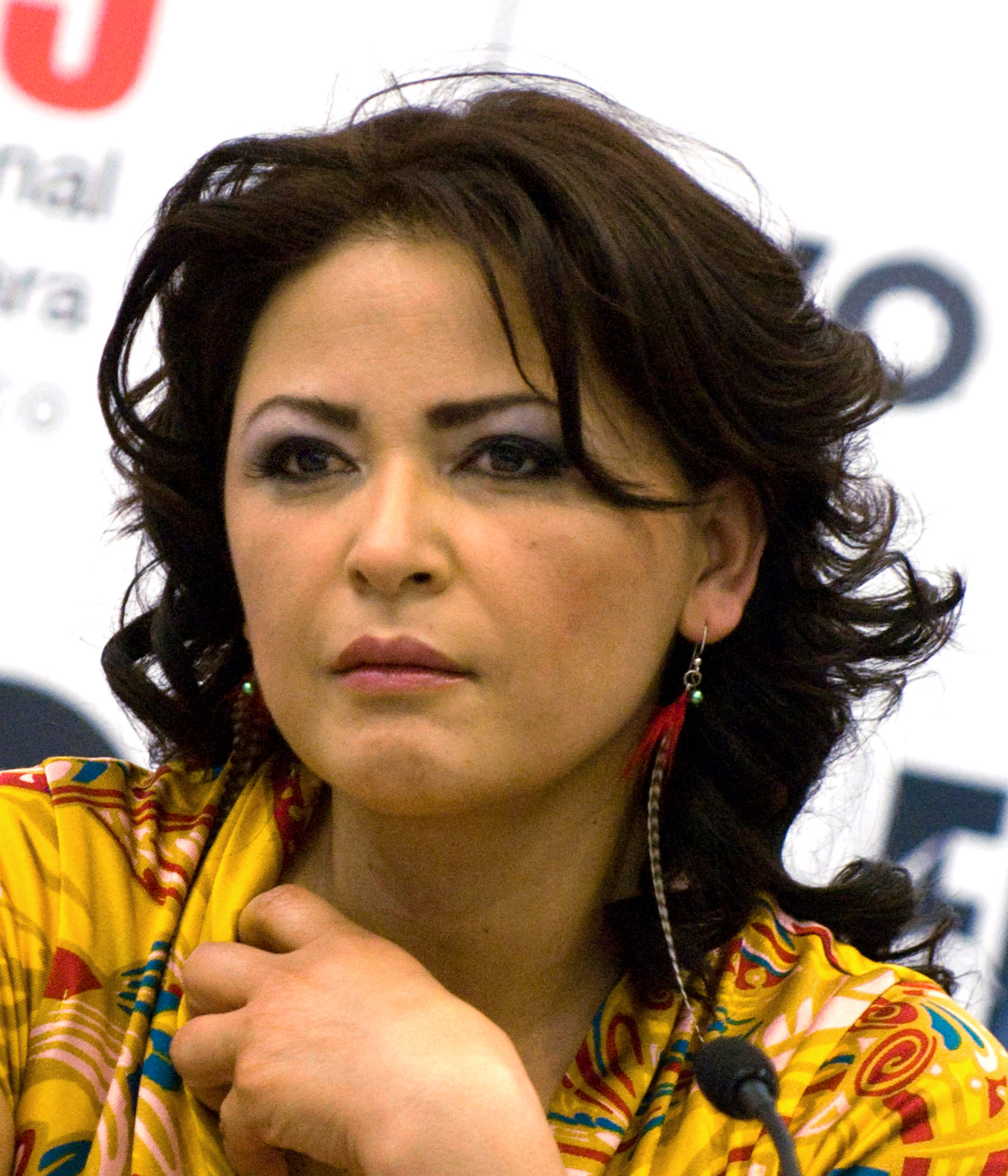

엘피디아 카리요(스페인어: Elpidia Carrillo, 스페인어 발음: [ka'ri.ʎo], 1961년 8월 16일 ~ )는 멕시코의 배우, 촬영 기사이다.

## 출연 작품
- 마더 앤 차일드 (2009년) - 소피아 역
- 세븐 파운즈 (2008년) - 코니 역
- 토르티야 헤븐 (2007년)
- 도둑과 거짓말쟁이 (2006년)
- 나인 라이브즈 (2005년) - 산드라 역
- 솔라리스 (2002년)
- 빵과 장미 (2000년) - 로사 역
- 그녀를 보기만 해도 알 수 있는 것 (2000년) - 엘바 역
- 또다른 정복 (1998년)
- 브레이브 (1997년)
- 마이 패밀리 (1995년)
- 퓨마의 딸 (1994년)
- 원주민의 복수 (1991년)
- CIA 특급 지령 (1990년)
- 프레데터 2 (1990년) - 애너 역
- 프레데터 (1987년) - 애너 역
- 해리 구출 작전 (1986년)
- 살바도르 (1986년) - 마리아 역
- 크리스토퍼 콜럼버스 (1985년)
- 언더 화이어 (1983년)
- 더 보더 (1982년) - 마리아 역

### 텔레비전
- 마이애미의 두 형사 (1984년)